# بانوی پیر من (فیلم)
«بانوی پیر من» (انگلیسی: My Old Lady) فیلمی در ژانر کمدی-درام، درام، و کمدی است که در سال ۲۰۱۴ منتشر شد. از بازیگران آن می‌توان به دومینیک پینان، کوین کلاین، کریستین اسکات توماس و مگی اسمیت اشاره کرد.